# Людина без серця
«Людина без серця» — пригодницька науково-фантастична повість радянських українських письменників Олеся Бердника та Юрія Бедзика, вперше надрукована частинами 1957 року на сторінках журналу «Зміна» (№ 5—8) під псевдонімом Григорій Волосожар.

## Сюжет
Події в повісті розгортаються в одній із західноєвропейських країн, яка дуже схожа на Німеччину. Звичайному інженеру Петеру Стару, пораненому разом з дружиною Евеліною в ДТП, вживлюють механічне серце з атомною батареєю, яку винайшов його друг, хірург Йоганн Берн. Лікар Франц Гельд проте сумнівається чи не матиме робота штучного серця непередбачених наслідків.
Після успішної операції Стар спершу обурений тим, що Берн без його згоди замінив серце. Але потім він приймає це і бентежиться тільки тим, що заряду батареї вистачить на пів року, після чого її треба замінити. Повернувшись до дружини, Стар виявляє свою нову здатність: випромінювання атомної батареї підсилює біоструми мозку, завдяки чому у Петера з'являється дар масового гіпнозу. Він може подумки віддавати накази Евеліні і починає вважати себе людиною вищого гатунку.
Бос корпорації «Золотий ангел» Ганс Шаукель і міністр Герман Тод дізнаються про операцію Берна та мріють створити армію солдатів із невразливими серцями. Вони розшукують Берна, а Стар переховується. Шаукель боїться, що якщо людина зі штучним серцем потрапить до комуністів, вони скористаються цим для створення власної армії кіборгів. Шаукель і Тод вирішують виманити Стара, поширивши новини, нібито Евеліна опинилася в лікарні через прорив дамби, що стався нещодавно. Потім вони розуміють, що не зможуть самотужки відтворити механічне серце, тому бажають маніпулювати Старом задля власної вигоди. Шаукелю вдається зв'язатися зі Старом і оточити його. Проте він, користуючись гіпнозом, підкорює своїй волі поліцаїв і наказує їм вистрибнути з вікна, а останнього з них робить своїм охоронцем і вирушає знайти Евеліну.
Стар вимагає від влади, щоб йому привели Берна та Евеліну. Зрозумівши, що в усякому разі його намагатимуться схопити, Стар ховається на заводі. Його оточують солдати, та Стар підкорює їх і змушує стріляти в товаришів. Заволодівши власною армією, він диктує президенту свої вимоги: стати прем'єр-міністром.
Отримавши законну владу, Стар стає диктатором і оголошує призов до війська, готуючись до війни проти комуністів. Тим часом заряд його батареї вичерпується і диктатор відчайдушно розшукує Берна, щоб той створив нову батарею. Нікому більше він не довіряє, бо боїться, що коли підлеглі дізнаються про його слабкість, то неодмінно намагатимуться вбити. Евеліна відвідує Стара та обіцяє привести лікаря в обмін на те, що він відмовиться від влади. Берн створює нову батарею, що не матиме такого впливу на особистість і працюватиме довше.
Врятований, Стар сумує за втраченою гіпнотичною силою та хоче добути елемент 111, який єдиний є джерелом потрібного йому випромінювання. Евеліна вирішує тікати з країни, але її ув'язнюють на віллу Стара. Берн переховується, він винаходить захист від випромінювання та показує його Гельду, який вірить, що механічне серце ще принесе користь.
Стар вирішує, що єдиний спосіб контролювати країну далі й диктувати свою волю — це негайно почати війну. Під приводом боротьби з комуністичними агентами він звинувачує у шпигунстві та диверсіях усіх, хто може посягати на його владу. Шаукель готує проти нього змову, та паралельно в країні зростає невдоволення народу. Спалахують бунти і охоронець Стара, Арнольд, підривається гранатами. Стар виживає, але вже не може зупинити революцію, що почалася. Він розкаюється у скоєному та помирає на руках Евеліни.

## Переклади
У 2018 році Василь Спринський переклав роман «Людина без серця» російською мовою.